# Lasiochernes pilosus
Lasiochernes pilosus är en spindeldjursart som först beskrevs av Edvard Ellingsen 1910.  Lasiochernes pilosus ingår i släktet Lasiochernes och familjen blindklokrypare. Inga underarter finns listade i Catalogue of Life.